# کوچوبائف (شهرستان آراوان)
کوچوبائف (به انگلیسی: Kochubaev) ، یک روستا در قرقیزستان است که در شهرستان آراوان واقع شده‌است. کوچوبائف ۵٬۰۰۴ نفر جمعیت دارد و ۷۳۵ متر بالاتر از سطح دریا واقع شده‌است.